# 東海電気
東海電気株式会社（とうかいでんき かぶしきがいしゃ）は、明治時代の愛知県に存在した電力会社である。設立時の社名は三河電力株式会社（みかわでんりょく）。
1901年（明治34年）に設立され、瀬戸市を供給区域として開業。1904年（明治37年）からは名古屋市にも進出して既存事業者名古屋電灯と競合したが、1907年（明治40年）に同社へ吸収された。

## 会社設立
1889年（明治22年）12月、中部地方で最初、日本全体で見ても5番目の電気事業者として名古屋市に名古屋電灯が開業した。その後徐々に愛知県内の他都市にも電気事業が拡大していき、1894年（明治27年）に豊橋市で豊橋電灯（後の豊橋電気）が、1897年（明治30年）には岡崎市で岡崎電灯がそれぞれ開業している。

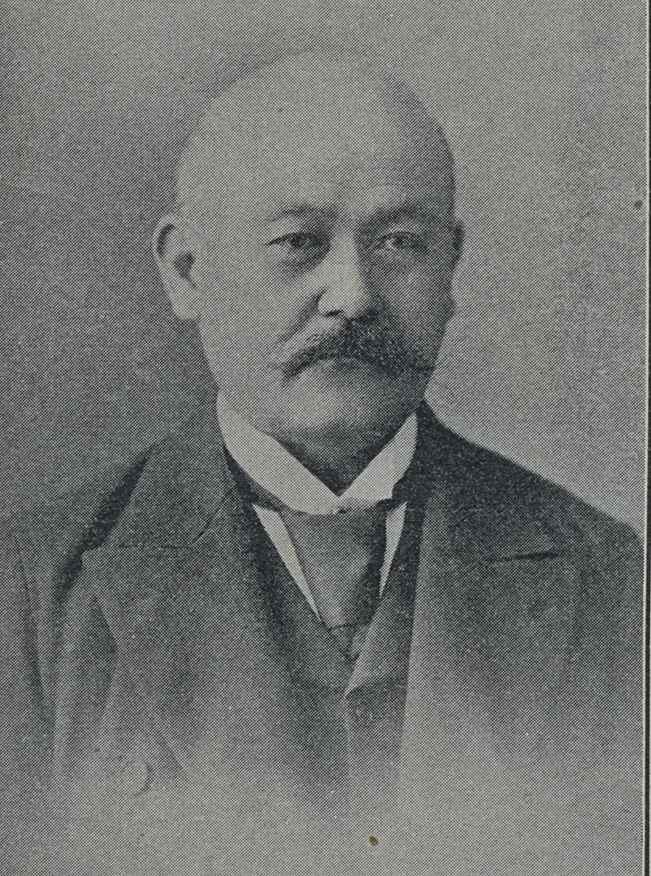
初代専務今井磯一郎

このうち岡崎電灯は、呉服商杉浦銀蔵（2代目）・旅館経営田中功平・醸造業近藤重三郎の岡崎在住商人3人によって起業された会社である。矢作川水系巴川支流の郡界川に岩津発電所を構え、供給にあたっていた。この発電所の設計・施工を担当したのは日本各地で発電所建設に携わっていた技術者の大岡正で、大岡は開業後も1901年（明治34年）まで岡崎電灯に留まっていた。岡崎電灯経営陣は、大岡の工事が好成績を挙げているのをうけ、彼が会社に留まっているのを好機とみて岡崎以外の地でも電気事業を起業しようと計画を始めた。これが東海電気の起源であり、岡崎電灯創業者の3人（ただし2代目杉浦銀蔵は1899年に死去して3代目銀蔵が跡を継いでいる）と西加茂郡選出の衆議院議員今井磯一郎らによって計画が進められた。
新たな発電所は、西加茂郡小原村大字川下（現・豊田市川下町）を流れる矢作川支流の田代川を利用するものと決定。供給区域ははじめ県境を超えた岐阜県の多治見を予定したが、多治見では町営電灯事業の意向があり許可が得られるか不透明であったため、東春日井郡瀬戸町（現・瀬戸市）への供給に改めた。1899年（明治32年）4月、発起人は「矢作川電力株式会社」の名称で事業許可を逓信省へ申請し、同年7月26日付でその許可を得た。その後「三河電力株式会社」への社名変更など準備を経て、1901年3月10日、岡崎電灯社内にて三河電力の創立総会開催に至った。資本金は5万円。専務取締役に今井が選任され、取締役には近藤・田中や深田三太夫らが就任した。

## 瀬戸での開業
田代川の小原発電所は大岡正を設計監督者として1901年4月より着工され、ペルトン社製のペルトン水車と明電舎製三相交流100キロワット発電機が2台ずつ据え付けられた。並行して瀬戸町での変電所工事も進められ、1902年（明治35年）7月にそろって竣工に至る。そして同年9月10日、三河電力は開業し、瀬戸町内への電灯供給を開始した。当日夜には町内の「栄座」にて開業式を挙行したが、その中で行われた「電気踊」と称する実演（舞妓のかんざしに豆電球を飾った）が好評でその後電灯の申し込みが相次いだという。同年9月末時点での灯数は339灯であった。また12月から動力用電力の供給も開始している。
瀬戸町での電灯料金は、1902年（明治35年）6月制定の点灯規則によると、10燭終夜灯の場合月額85銭、16燭終夜灯の場合月額1円25銭であった。
また1902年3月、前年に申請していた岐阜県恵那郡明知町字矢伏（現・恵那市明智町）における水力発電所建設が町に承認された。しかし三河電力は工事に着手しなかったため町営電気事業の計画が立てられ、その後1907年（明治40年）になって水利権が取り消されている。

## 名古屋進出
三河電力では瀬戸町に続き、余勢を駆って名古屋市内へと進出する計画を立て、1902年2月に市内と郊外の愛知郡千種町を供給区域とする旨を逓信省へ出願し、3月その許可を得た。ただし、千種町では電灯・電力双方の供給を許可されたが、名古屋市内ではすでに名古屋電灯が開業しているため電力供給のみの許可であった。名古屋進出資金を得るため翌1903年（明治36年）3月に倍額増資を実施して資本金を10万円とする。そして同年12月23日より、名古屋監獄署を端緒として千種町内での供給を開始した。
1904年（明治37年）1月9日、三河電力は千種町に続いて名古屋市内への供給を開始した。市内への供給は、動力用電力に限らず、本来認可されていない電灯供給も電力供給名義で実施したのが特徴である。三河電力の電灯供給は、会社が電灯を取り付けるのではなく、各需要家が電力供給を受けてこれを任意に電灯で用いる、という形をとったもの。電力供給の場合、当時の規則では電力量計（メーター）の取り付けが必須で、これが1器35円以上と高価なため電力供給名義による電灯供給は本来現実的でないはずだが、三河電力では自社でブリキ製の簡易電力量計を1器80銭で製造して各戸に取り付けたのであった。

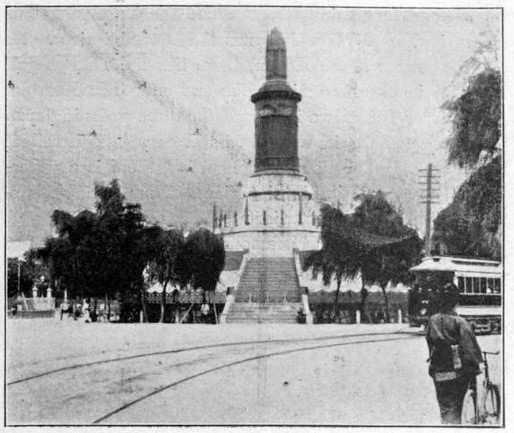
広小路通にあった第一軍戦死者記念碑（日泰寺に現存）。碑の電飾への供給を東海電気は名古屋電灯から奪った。

名古屋進出後の1905年（明治38年）10月27日、社名を三河電力から東海電気株式会社へと改めた。半年後の1906年（明治39年）3月2日には本社を岡崎の岡崎電灯社内から名古屋市葵町31番地4（新栄町交差点北東）へと移転する。名古屋移転を機に東海電気の攻勢は強化され、市内東部、千種町から広小路通にあった日清戦争第一軍戦死者記念碑までの間に名古屋電灯の配電線が未架設の地域があれば積極的に進出し、坂上町・大曽根方面にも配電線を伸ばした。さらに第3師団の市内駐屯部隊への供給を一部名古屋電灯から奪取し、名古屋電灯が点灯する戦争記念碑の電飾も同社に代わって供給するようになった。
名古屋電灯と東海電気の競争は、先にあった名古屋電灯と愛知電灯（1894 - 1896年）の競争よりも激しいものであった。東海電気の攻勢の要因は安い供給料金にあった。火力発電に依存する名古屋電灯は、東海電気の進出に伴い値下げした1906年2月改定時点でも10燭灯月額85銭などという電灯料金であったが、水力発電による東海電気は10燭灯月額65銭などという供給料金を採用していた。需要家の流出を防ぐべく名古屋電灯は東海電気進出地域では電灯料金を同社と同一額まで下げたため、重複地域とそれ以外の地域は道路の向い側でも料金が異なるといういびつな状況が生まれた。
名古屋電灯側では、東海電気に対抗するための料金値下げや日露戦争期の灯油価格高騰で需要が増加したが、供給力がそれに追従せず1906年12月に水主町発電所の増設が完成するまで電灯の新規申し込みを謝絶せざるを得ない状況にあった。このことが東海電気に名古屋進出を許した一因でもあった。一方東海電気では、1905年3月に2度目の増資で資本金を25万円とし、矢作川支流の巴川にて出力750キロワットの巴川発電所を新設する計画を立てて1906年1月着工した。

## 合併

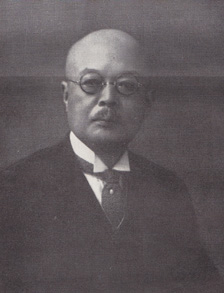
合併を斡旋した名古屋電灯監査役藍川清成

名古屋進出を果たした東海電気であったが、実際のところは利益が伴うものではなく、ほとんど無配当で、配当があってもごく少額であった。名古屋電灯・東海電気両社の利益を保全するとともに、配電線その他に生じていた技術的な危険を解消するため、両社間には次第に合併への機運が生じたという。
ただし東海電気の合併を狙う会社には、当時岐阜県で木曽川に八百津発電所を建設中であった名古屋電力も存在した。同社は未開業であったが、開業して名古屋電灯と競争するにはあらかじめ東海電気を合併すると有利との判断から合併を試みたのである。同社は名古屋電灯に先立って東海電気との合併契約締結に成功する。しかし東海電気株主の大多数は名古屋電灯との合併を望んでおり、1906年11月25日の株主総会にて合併契約は否決された。その後岡崎の有力者手島鍬司や名古屋電灯監査役藍川清成らの斡旋で名古屋電灯と東海電気の間で合併交渉が進められ、12月12日、両社間で合併契約締結に至った。
合併条件は、
1. 存続会社を名古屋電灯として東海電気は解散する。
2. 名古屋電灯は東海電気の資本金25万円と同額を合併に伴い増資する（対等合併）。
3. 名古屋電灯は東海電気株主に対し、持株1株につき新株1株（1株50円）以外にも交付金25円を支払う。
4. 名古屋電灯は東海電気に対し別途合併費用として2万5000円を交付する。

というもので、名古屋電力との合併契約よりも有利なものであった。翌1907年（明治40年）3月25日、合併契約は双方の株主総会にて承認された。そして同年6月1日付で合併が成立し、東海電気は名古屋電灯と合併し解散した。合併時点における東海電気の供給成績は電灯3388灯、電動機80基・計178馬力であった。また合併前の合意に基づき東海電気側からも名古屋電灯の役員に追加することとなり、同年7月26日の名古屋電灯株主総会にて合併時の専務取締役であった近藤重三郎が取締役に、同じく取締役であった田中功平が監査役にそれぞれ選出されている。
東海電気の合併で取得した小原発電所は、名古屋電灯では最初の水力発電所となった。しかし他の大型水力発電所の完成にともない休止され、1919年（大正8年）12月になって6万9000円にて岡崎電灯へと売却された。また東海電気が申請し合併後の1907年7月に許可された巴川支流神越川の水利権（出力450キロワット）についても、1911年（明治44年）7月岡崎電灯へと譲渡されている。その一方、東海電気が着工した巴川発電所は名古屋電灯により工事が進められ、そのまま同社の手により1908年（明治41年）2月に完成をみた。